# José Antonio Marina
José Antonio Marina Torres (Toledo, 1 de julio de 1939) es un filósofo, ensayista y pedagogo español.

## Biografía
Nieto del filósofo toledano Juan Marina Muñoz, es catedrático excedente de filosofía en el instituto madrileño de La Cabrera, doctor honoris causa por la Universidad Politécnica de Valencia, además de conferenciante y floricultor. Estudió filosofía en la Universidad Complutense de Madrid, teniendo por compañero a su amigo y también escritor Álvaro Pombo.
Su labor investigadora se ha centrado en el estudio de la inteligencia y en especial de los mecanismos de la creatividad artística (en el área del lenguaje sobre todo), científica, tecnológica y económica. Se le puede considerar un exponente de la fenomenología española. Ha elaborado una teoría de la inteligencia que comienza en la neurología y concluye en la ética. Sus últimos libros tratan de la inteligencia de las organizaciones y de las estructuras políticas.
Colabora en prensa (Suplemento cultural Crónica de El Mundo, El Semanal, El Confidencial, Tiempo, etc.), radio y televisión. En los últimos años ha participado en tertulias y debates en Radio Nacional de España. Ha escrito ensayos y artículos periodísticos y es autor del libro de texto de la asignatura Educación para la Ciudadanía de la editorial SM.
Para sus investigaciones recurre a un amplio número de colaboradores, que resultan coautores de sus libros. Adopta formas genéricas como el diccionario, el dictamen o la novela didáctico-histórica. 
Realiza un trabajo como analista de la actualidad en su ensayo El misterio de la voluntad perdida, donde analiza la crisis de este valor en la sociedad y la educación contemporánea. En su Diccionario de los sentimientos, analiza la visión de estos que se encuentra implícita en el lenguaje, descubre que los sentimientos negativos están más ampliamente representados en él que los positivos y plantea la necesidad de una educación temprana de las emociones. En Dictamen sobre Dios, ensayo de filosofía de la religión, investiga el menhir cultural que supone el concepto de divinidad, concluyendo en su conexión ontológica con la noción de Existencia que nos proporciona la fenomenología. Además, enuncia el Principio Ético de la Verdad que supone que cuando en el ámbito público las verdades privadas entran en colisión con las universales, deben primar las últimas a fin de posibilitar la convivencia.
En Por qué soy cristiano expone su visión personal acerca del cristianismo y de la enérgica figura de Jesús, y defiende la teoría anticipada por Averroes de la doble verdad, distinguiendo las basadas en evidencias intersubjetivas y las que provienen de evidencias privadas y manifiesta que: «Los integristas trasvasan sus verdades privadas al ámbito público. Es el problema al que nos enfrentamos». 
Detalla cómo, para protegerse de la natural tendencia hacia la pluralidad de las experiencias religiosas, el cristianismo se fue dogmatizando en su largo proceso de institucionalización eclesiástica, tal y como ocurre en otras religiones. En el Concilio Vaticano I, la Iglesia católica se declaró infalible y desde entonces no puede retractarse de sus dogmas, aun sabiendo que algunos de estos son fruto de las presiones culturales de épocas concretas. Según el autor, es preciso limitar el alcance de las creencias religiosas sin negar su importancia, y deben defenderse siempre en el campo privado, puesto que cuando una religión se ve amenazada apela a la libertad de conciencia, pero cuando llega al poder abandona la tolerancia. Lo universalizable son los principios éticos, no las creencias personales. Algunas de estas ideas de Marina han sido debatidas desde la filosofía y la teología.
El proceso de aprendizaje se designa a través de dos conceptos: la inteligencia y el talento. El fin de la educación es convertir la inteligencia en talento.

## Movilización educativa
Paralelamente a su labor ensayística, Marina se encuentra comprometido con el proyecto de impulsar una "movilización educativa" cuyo propósito es involucrar a toda la sociedad española en la tarea de mejorar la educación mediante un cambio cultural que aproveche la preocupación, la generosidad, la energía y el talento de miles de personas dispuestas a colaborar. Según el autor:

La preocupación universal por la educación ha generado un sistema de excusas en el que todo el mundo echa las culpas al vecino. Los padres a la escuela, la escuela a los padres, todos a la televisión, la televisión a los espectadores, al final acabamos pidiendo soluciones al gobierno, que apela a la responsabilidad de los ciudadanos, y otra vez a empezar. En esta rueda infernal de las excusas podemos estar girando hasta el día del juicio. La única solución que se me ocurre es no esperar a que otros resuelvan el problema, sino preguntarme: ¿qué puedo hacer yo para solucionarlo?

La propuesta más reciente de esta movilización educativa ha sido impulsar una Universidad de Padres on-line. Según reza en su página:

Es un proyecto pedagógico dirigido por José Antonio Marina para colaborar con los padres durante todo el proceso educativo de sus hijos. La idea fundamental de este proyecto es que toda la sociedad debe ayudar en esta tarea. Como dice el lema de Movilización Educativa: “Para educar a un niño, hace falta la tribu entera”

## Obra
- Elogio y refutación del ingenio, Anagrama, 1992 (Reseña editorial)
- Teoría de la inteligencia creadora, Anagrama, 1993 (Reseña editorial)
- Ética para náufragos, Anagrama, 1996 (Reseña editorial)
- El laberinto sentimental, Anagrama, 1998 (Reseña editorial)
- El misterio de la voluntad perdida, Anagrama, 1998 (Reseña Editorial)
- La selva del lenguaje: introducción a un diccionario de los sentimientos, 1998
- El vuelo de la inteligencia, 2000
- Crónicas de la ultramodernidad, 2000
- El rompecabezas de la sexualidad, 2002
- Dictamen sobre Dios, 2002
- Los sueños de la razón: ensayo sobre la experiencia política, 2003
- La creación económica, 2003
- Memorias de un investigador privado, 2003
- La inteligencia fracasada: teoría y práctica de la estupidez, 2004
- Aprender a vivir, 2004
- Por qué soy cristiano: teoría de la doble verdad, 2005 (Reseña editorial)
- Aprender a convivir, 2006
- La familia en el proceso educativo: estudio anual 2005, 2006
- La revolución de las mujeres: crónica gráfica de una revolución silenciosa, 2006
- Anatomía del miedo: un tratado sobre la valentía, 2006
- Educación para la ciudadanía, 2007, libro de texto nivel ESO Ver índice
- Las arquitecturas del deseo: una investigación sobre los placeres del espíritu, 2007 Reseña
- La pasión del poder: teoría y práctica de la dominación, (2008)
- Palabras de amor, Temas de Hoy, 2009. (Reseña Editorial)
- La recuperación de la autoridad, Versátil Ediciones, 2009. (Reseña Editorial)
- Las culturas fracasadas: el talento y la estupidez de las sociedades (2010)
- La educación del talento, Editorial Ariel, (2010)
- El cerebro infantil. La gran oportunidad, Editorial Ariel, (2011)
- Los secretos de la motivación, Editorial Ariel, (2011)
- Pequeño tratado de los grandes vicios, Editorial Anagrama, (2011)
- La inteligencia ejecutiva, Ariel, (2012)
- Escuela de Parejas, Editorial Ariel, (2012)
- Despertad al diplodocus, Editorial Ariel, (2015)
- Objetivo: Generar talento, Editorial Conecta, (2016)
- "Historia Visual de la Inteligencia: De los orígenes de la humanidad a la Inteligencia Artificial" Editorial Conecta (2019)
- Biografía de la Inhumanidad, (2021)
- El deseo interminable, (2022)
- Historia Universal de las Soluciones, Editorial Ariel, (2023)
- El Club de los Buscadores de Soluciones, Editorial BoldLetters, (2024)

En coautoría
- Diccionario de los sentimientos, (con Marisa López Penas, Anagrama, 1999, (Reseña editorial)
- La lucha por la dignidad: teoría de la felicidad política (con María de la Válgoma), (2000)
- Hablemos de la vida (con Nativel Preciado), (2003)
- La magia de leer (con María de la Válgoma), (2005)
- Competencia social y ciudadana (con Rafael Bernabéu), (2007) Reseña 1 Archivado el 6 de julio de 2023 en Wayback Machine.2
- La magia de escribir (con María de la Válgoma), (2007) Reseña
- La conspiración de las lectoras( con María Teresa Rodríguez de Castro), (2009) (Reseña Editorial)
- El bucle prodigioso: veinte años después de Elogio y refutación del ingenio (Con María Teresa Rodríguez de Castro), Editorial Anagrama, (2012)
- El aprendizaje de la creatividad (con Eva Marina), Ariel, (2013)
- La creatividad económica (con Santiago Satrustegui), (2013) (Web)
- La creatividad literaria (con Álvaro Pombo), (2013)
- Valores éticos para 3.º de ESO (con Félix García Moriyón y Tomás Miranda Alonso), SM, (2015)
- Valores éticos para 1.º de ESO (con Félix García Moriyón y Rafael Robles Loro), SM, (2016)
- Valores éticos para 2.º de ESO (con Félix García Moriyón y Rafael Robles Loro), SM, (2016)
- Valores éticos para 4.º de ESO (con Félix García Moriyón y Tomás Miranda Alonso), SM, (2016)
- "Biografía de la Humanidad" (con Javier Rambaud), (2018)

Capítulos de libros
- "El hombre feliz: o la fecundidad compartida", del libro Ser hombre, 2001, compilado por Pepa Roma
- "Machismo y mitos de legitimación", del libro Ellas: catorce hombres dan la cara, 2001, coordinado por Tomás Fernández García

Prólogos
- La tiranía de la belleza : las mujeres ante los modelos estéticos, Lourdes Ventura, 2000
- Animación a la lectura, con nuevas estrategias, Montserrat Sarto, 2002
- El don de arder: mujeres que están cambiando el mundo, Ima Sanchís, 2004
- Protocolos: 1973-2003, Álvero Pombo, 2004
- Spinoza, Steven Nadler, 2004
- Antimanual de filosofía : lecciones socráticas y alternativas, Michel Onfray, 2005
- Los procesos de la relación de ayuda, Jesús Madrid Soriano, 2005
- Cómo aprende el cerebro: las claves para la educación, Sarah-Jayne Blakemore, 2006
- Vivir y convivir: 4 aprendizajes básicos, una búsqueda de lo humano para encontrarnos en lo universal, Jonan Fernández, 2008
- Hermano mayor: entender a los adolescentes es posible, Pedro García Aguado y Esther Legorgeu, 2010
- Árbol, Joaquín Araujo, 2011
- Ajedrez y ciencia, pasiones mezcladas, Leontxo García, 2013
- Código best seller, Sergio Vila-Sanjuán, 2014
- Familia y Escuela. Escuela y Familia. Guía para que padres y docentes nos entendamos, Óscar González, 2014

## Premios y distinciones
- Premio Anagrama de Ensayo por "Elogio y refutación del ingenio" (1992)
- Premio Nacional de Ensayo por "Elogio y refutación del ingenio" (1993)
- Premio al mejor libro del año de la Revista Elle.
- Premio del Periodismo Andrés Ferret.
- Premio Juan de Borbón al mejor libro del año.
- Encargado de realizar el pregón de las Fiestas de la Mercè de Barcelona (2001).[5]
- Premios INTRAS 2002. Mención especial por "su eficacia intelectual y su afinidad de sentimientos con Fundación INTRAS"
- Premio de Economía DMR.
- Premio Giner de los Ríos de Innovación Educativa.
- Premio Fundación Independiente de Periodismo Camilo José Cela (2007)
- Medalla de Oro de Castilla-La Mancha (2007)